# مردوخ زير

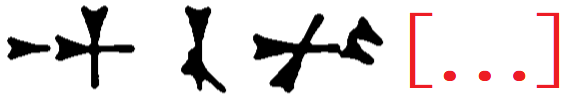
اسم مردوخ زير بالأكدي ، تشير النقاط الحمراء الموجودة بين قوسين إلى الجزء المفقود من اسمه

كان مردوخ زير (حكم حوالي ١٠٤١-١٠٣٠ قبل الميلاد) الملك العاشر وقبل الأخير من سلالة إيسن الثانية، السلالة البابلية الرابعة. الجزء الأخير من اسمه غير معروف، إذ إن المصدرين الرئيسيين للمعلومات، قائمة الملوك أ وقائمة الملوك المتزامنة، كلاهما تضررا في هذا المكان في التسلسل، ، قراءة عالم الآشوريات بويبل لحرف "زير" في اسمه غير مؤكدة تقريبًا، إذ قد يكون الحرف "مو" الذي يقابل "شوما" أو ما شابه. كان سلفه مردوخ أخي إريبا وكان خليفته نابو شوم ليبور وكان معاصره الآشوري آشور ناصربال الأول. 